# Éléonore de Beaulieu de Béthomas
Léonor ou Éléonore de Beaulieu de Béthomas dit le « chevalier de Bethomas », mort à Paris le 2 août 1702, est un officier de marine et aristocrate français du XVIIe siècle. Il sert au sein de la Marine royale dans la corps des galères pendant la guerre de Sept Ans et termine sa carrière au grade de chef d'escadre.
D'après Henri de Boulainviller, né le 24 février 1641 à Rouen. 

## Biographie
Éléonore de Beaulieu descend de la Maison de Beaulieu, seigneur de Béthomas et de Richebourg en Normandie, dans la généralité de Rouen. Sa famille est maintenue dans sa noblesse le 26 janvier 1668.
Il est reçu dans l'ordre de Saint-Jean de Jérusalem le 15 février 1645. Il passe dans la Marine royale et reçoit un brevet de capitaine de galère en France, le 14 mars 1664. Il sert pendant la guerre de Hollande lors de la compagne de Sicile menée en 1676 par Abraham Duquesne et le duc de Vivonne contre les flottes combinées du royaume d’Espagne et des Provinces-Unies, commandées par Michiel de Ruyter. Il s'y distingue particulièrement, en compagnie de son frère le sieur de Beaulieu. Le 2 juin 1676, à la bataille de Palerme, le chevalier de Béthomas commande sur l'Invincible « un détachement de sept galères […] pour fortifier le détachement des vaisseaux dans l’attaque de cette tête des ennemis et servir à remorquer ceux qui pourraient avoir besoin de secours. » À la fin de la même année, il commande un bataillon à la prise de Taormine.
Il est nommé chef d'escadre des galères, le 26 janvier 1680. En mai 1684, il est sous les ordres du chevalier de Noailles, lieutenant général des galères, commandant des vingt galères qui accompagnent la flotte de Duquesne envoyée bombarder Gênes. La même année, il obtient une pension de 4 000 livres sur l'évêché de Marseille. Il est abbé de Notre-Dame d'Inverneaux.
Il quitte le service en 1697. Dans son Journal, le marquis de Dangeau écrit en date du jeudi 11 avril 1697 : « M. de Béthomas, chef d'escadre des galères et très-estimé dans ce corps, est obligé par ses incommodités de quitter le service et le roi lui donne une pension de 2,000 écus ; sa place n'est point remplie ». Il meurt à Paris le 2 août 1702. Il résidait rue du Bac à Paris et est inhumé en l’église de Sainte-Marie du Temple.

### Sources et bibliographie
- Philippe de Courcillon de Dangeau, Journal, vol. 6, Paris, 1836 (lire en ligne), p. 99
- Henri Carré, Du Quesne et la marine royale de Richelieu à Colbert (1610-1688), Paris, 1873, 318 p. (OCLC 9656063), p. 240-241
- Théophraste Renaudot, Gazette de France, t. 1er, Paris, 1766 (lire en ligne), p. 119